# High Sheriff of Cambridgeshire and Isle of Ely
Der High Sheriff of Cambridgeshire and Isle of Ely war von 1965 bis 1974 die Bezeichnung des High Sheriff in der Grafschaft Cambridgeshire and Isle of Ely.
Die Bezeichnung wurde 1965 durch die Vereinigung von der einzelnen Grafschaften Cambridgeshire und Isle of Ely gebildet. Vorläufer war der seit 1154 bestehende Titel Sheriff of Cambridgeshire and Huntingdonshire. Durch die Zusammenlegung 1974 mit der Grafschaft Huntingdon and Peterborough entstand die neue, größere Grafschaft Cambridgeshire. Im Folgenden änderte sich die Bezeichnung zu High Sheriff of Cambridgeshire.

## Amtsinhaber
- 1965–1966: Francis Wingate William Pemberton[1]
- 1966–1967: John Goodwyn Allden Beckett, OBE, TD[2]
- 1967–1968: Jakie Astor, MBE[3]
- 1968–1969: Alfred Francis Colenso Gray[4]
- 1969–1970: Arthur Marshall, OBE[5]
- 1970–1971: James Crowden, CVO[6]
- 1971–1972: Douglas Robert Beaumont Kaye, DSO[7]
- 1972–1973: Edwin Harrison-Morris[8]
- 1973–1974: Alfred Stanley Fordham, KBE, CMG[9]